# Zygogramma disrupta
Zygogramma disrupta är en skalbaggsart som först beskrevs av Rogers 1856.  Zygogramma disrupta ingår i släktet Zygogramma och familjen bladbaggar. Inga underarter finns listade i Catalogue of Life.